# Upland, California
Upland, California là một thành phố thuộc quận San Bernardino trong tiểu bang California, Hoa Kỳ. Thành phố có tổng diện tích 15,651 dặm vuông Anh (40,54 km2), trong đó diện tích đất là 15,617 dặm vuông Anh (40,45 km2). Theo điều tra dân số Hoa Kỳ năm 2010, thành phố có dân số 73.732 người, là thành phố lớn thứ 93 bang California năm 2010.
Khu vực này có độ cao trung bình 405 mét trên mực nước biển.